# Hallás

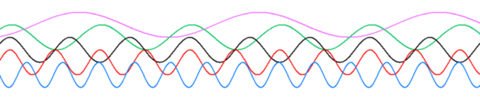
Különböző frekvenciájú szinuszhullámok; a lentebbiek magasabb frekvenciájúak

A hallás (más szóval auditív vagy akusztikus érzékelés) az élőlények hangérzékelésének neve. Erre olyan érzékszervek teszik őket képessé, amelyeket környezetük rezgései stimulálnak. 
A rezgéseket az a közeg közvetíti, amiben az élőlény él, ez többnyire levegő vagy víz, de lehet a talaj is. A közeg rezgését a hallószerveken kívül egyéb szervek is észlelhetik más testrészekben, de ezt nem nevezzük hallásnak. Ennek oka, hogy a hangok a tapintószerveket is stimulálhatják, vagy, hogy rezonancia alakul ki a hang és bizonyos testrészek között, amelyet a mozgásérző receptorok észlelnek (ilyen például az infrahangok érzékelése, vagy erős hang esetén a hasfalon érzékelhető rezgés).
Az irányhallás a két fület elérő hangok eltérő hangerejének és késedelmi idejének összehasonlításán nyugszik, ami az agyban zajlik le.  Így követhető a hangforrás mozgása is.

## Emlősök és más gerincesek
Az emlősök hallószerve a fül, ennek részei: a külső fül, a középfül és a belső fül, ami a halláson kívül az egyensúlyérzékelést is szolgálja.
Hallásuknak nagy a spektrális felbontása, mivel a csiga sok érzéksejtet tartalmaz, amik különböző hangfrekvenciák érzékelésére képesek. Már a korai gerinceseknek is ilyen volt a hallásuk.

### Folyamata

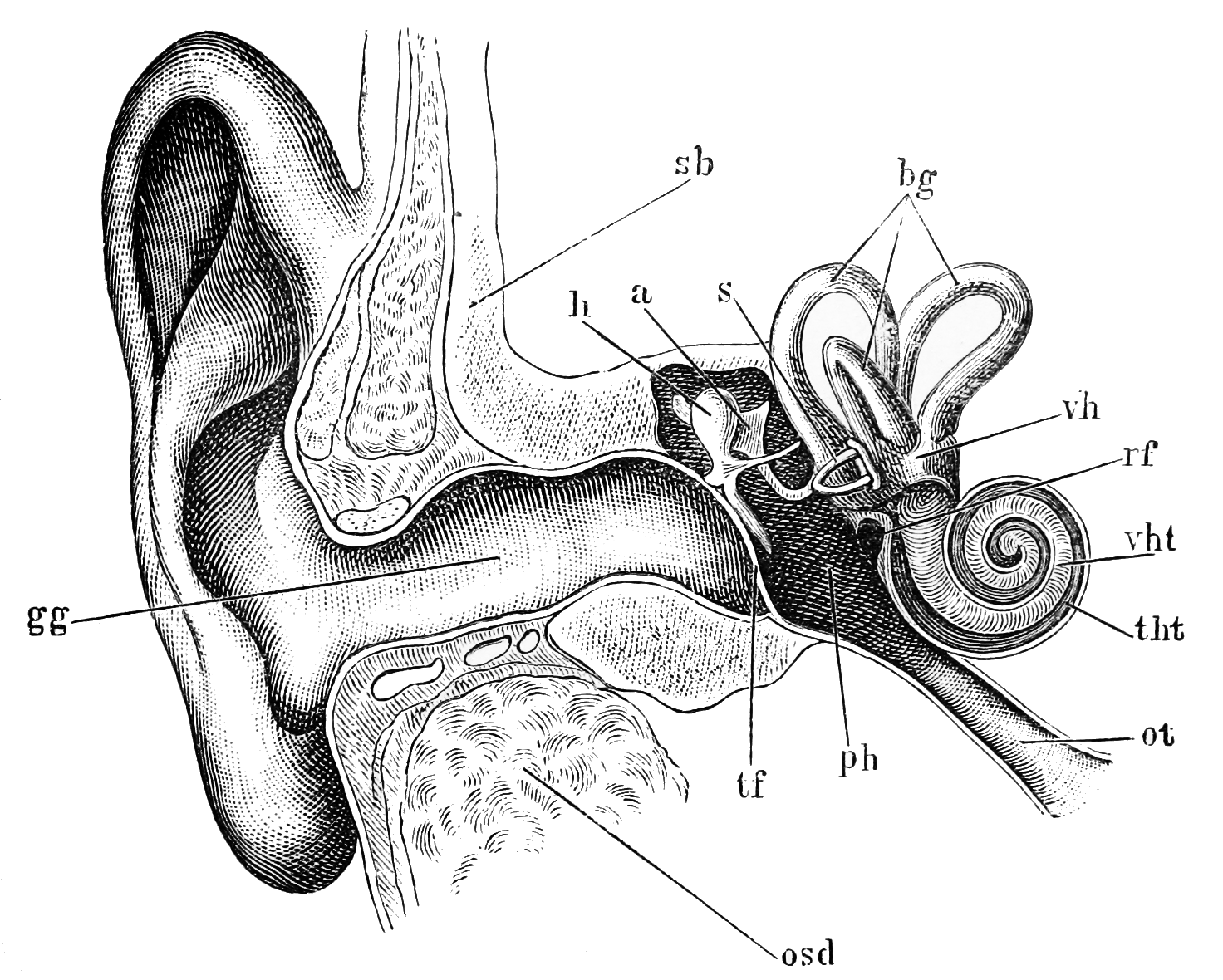
Az emberi fül anatómiája

A hangok először a külső hallójáratba jutnak, majd megrezegtetik a dobhártyát. Ennek belső felszínéhez kapcsolódik a három hallócsontocska közül az első, a kalapács. A hallócsontocskák ízületekkel kapcsolódnak egymáshoz, ugyanúgy, mint ahogy a könyökben vagy a térdben kapcsolódnak a csontok. A dobhártya által közvetített rezgések hatására a hallócsontocskák rezegni kezdenek az ízületek jóvoltából, és a folyadékkal teli csigába továbbítják a rezgéseket. A végén a rezgések ingerületté alakulnak a csigában található Corti-féle szervben. Innen az idegi jeleket a hallóideg közvetíti az agy hallóközpontjába, ahol a hangok tudatos érzékletté lesznek. 

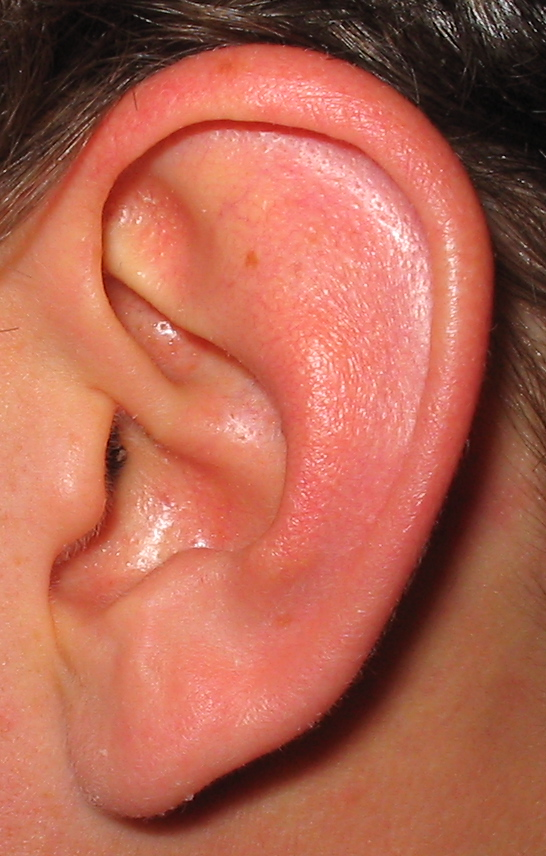
Emberi fül

A látással összehasonlítva a hallás képes elkülöníteni két egymást gyorsan követő jelet, mivel a szemmel ellentétben nem kell kémiai anyagokat felbontania és újra összeraknia. Ott vissza kell állítani a rodopszint, míg a fülben nem ez a helyzet. 
A hallószerv, ahogy az egyensúlyozás szerve is, a halak oldalvonalából alakult ki. Az evolúció folyamán leginkább a hallócsontocskák módosultak. A kengyel már a kétéltűeknél jelen van, a kalapács és az üllő csak az első emlősöknél jelent meg.
Az ember hallása a következő folyamatokra bontható:
- a külső- és a középfül veszi fel és vezeti a hangokat, a belső fül a hangokat neurális (idegi) jelekké kódolja át, amit a hallóideg vezet tovább.
- előfeldolgozás és szűrés
- észlelés, a beérkezett információ kiértékelése a tudat számára
- beszédészlelés

A felnőtt ember hallásával kapcsolatos jellemzők:
- a maximális észlelhető rezgéstartomány 20 – 20 000 hertz
- a legérzékenyebb rezgéstartomány 300 – 3000 Hz (beszédspektrum)
- fájdalomküszöb 130 dB

A hallás sérülései:
- nagyothallás
- siketség
- centrális siketség
- a beszédfelismerés zavara
- a hallás tudatosságának elvesztése

Az emberek hallását audiogrammal írják le.

## Rovarok
A gerincesek mellett egy sereg más állatcsoport is képes a hallásra. Így például azok a rovarok, amelyek hangokkal kommunikálnak. Hallószerveik különbözőek lehetnek.

## Lásd még
- APD
- Hiperakúzis